# Mike Perez
Mike Perez (* 20. Oktober 1985 in Sancti Spíritus, Kuba als  Ismaikel Pérez Pérez) ist ein kubanischer Boxer im Schwergewicht. 

## Amateurkarriere
Bei den Amateuren wurde Perez unter anderem im Jahre 2004 in Jeju-si, Jeju-do, Südkorea, im Halbschwergewicht Jugendweltmeister. Dort schlug er Petrisor Bucur, Mikhail Sheybak, Danny Price und Nikolay Pavlyukov.

## Profikarriere
Perez, Kampfname „The Rebel“, konnte seine ersten 20 Fights alle siegreich gestalten. In seinem 21. Gefecht erreichte der Rechtsausleger gegen Carlos Takam über 10 Runden nur ein Unentschieden. Seinen nächsten Kampf gegen den US-Amerikaner Bryant Jennings verlor er durch geteilte Punktentscheidung.
Im Mai 2015 trat Perez unmotiviert und in schlechter Form gegen den Russen Alexander Wladimirowitsch Powetkin um den Silbertitel des WBC an und ging bereits in der 1. Runde schwer k.o.